# Bled
Bled – miasto w północno-zachodniej Słowenii. Jest położony w Górnej Krainie, nad jeziorem Bled, u podnóża Alp Julijskich, 45 km od granicy z Austrią i Włochami.
Bled liczy około 5 tys. mieszkańców, w sezonie przyjmuje do 4 tys. turystów. Atrakcją turystyczną jest bliskość Alp, jezioro Bled z wyspą, na której znajduje się kościół oraz gorące źródła, z których woda zasila lecznicze baseny. W pobliżu miejscowości znajduje się Park Narodowy Triglav.
Na jeziorze Bled usytuowany jest tor wioślarski, na którym rozegrano wioślarskie mistrzostwa świata w latach 1966, 1979 oraz 1989. Bledowi przyznana została również organizacja mistrzostw świata w wioślarstwie w roku 2020. Nad brzegiem jeziora Bled znajdują się zamek i kościół.

## Współpraca
Miejscowości partnerskie:
- Bressanone, Włochy
- Velden am Wörther See, Austria
- Villach, Austria
- Wangen an der Aare, Szwajcaria

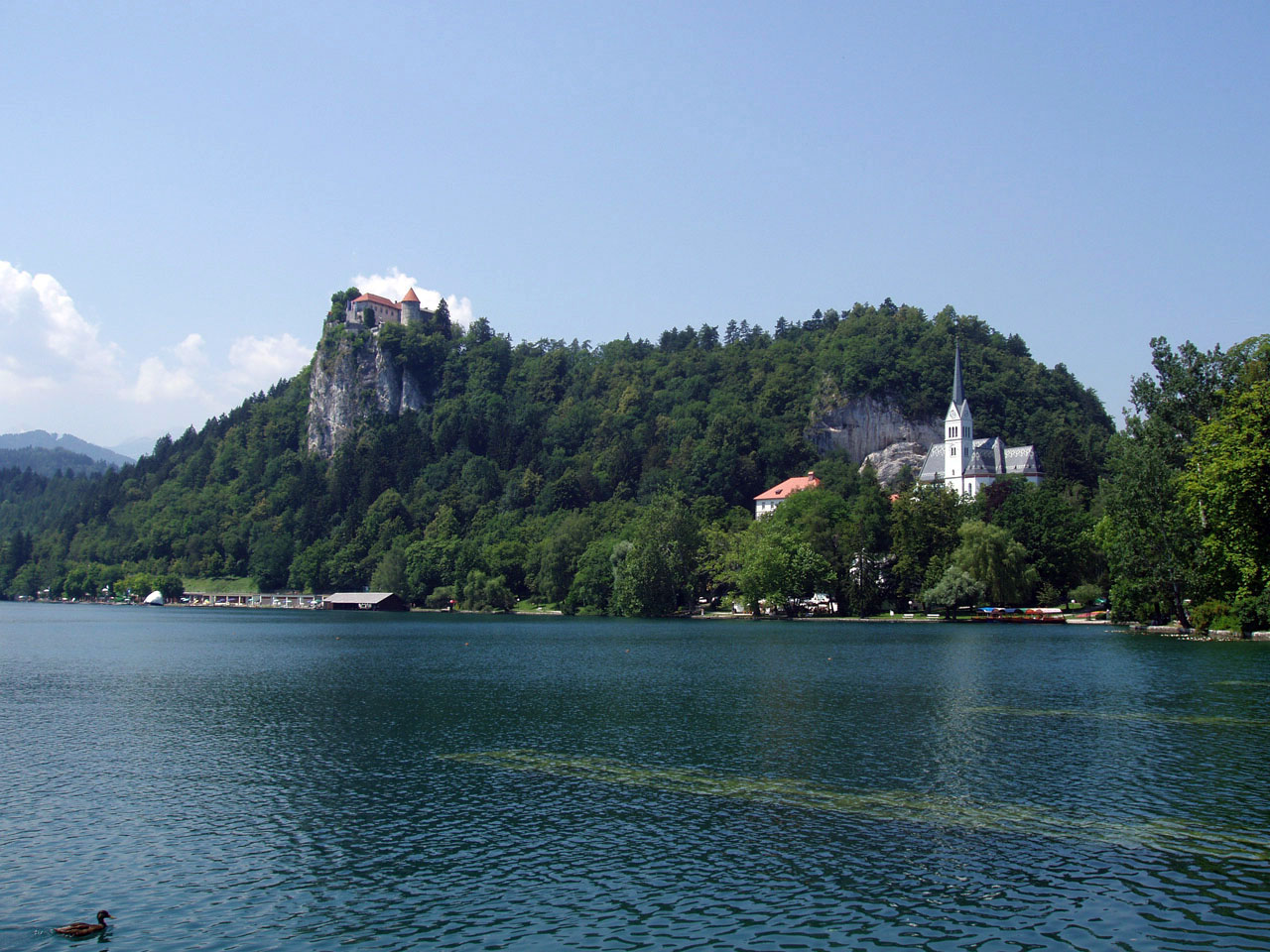
Zamek i kościół nad brzegiem jeziora Bled

## Galeria

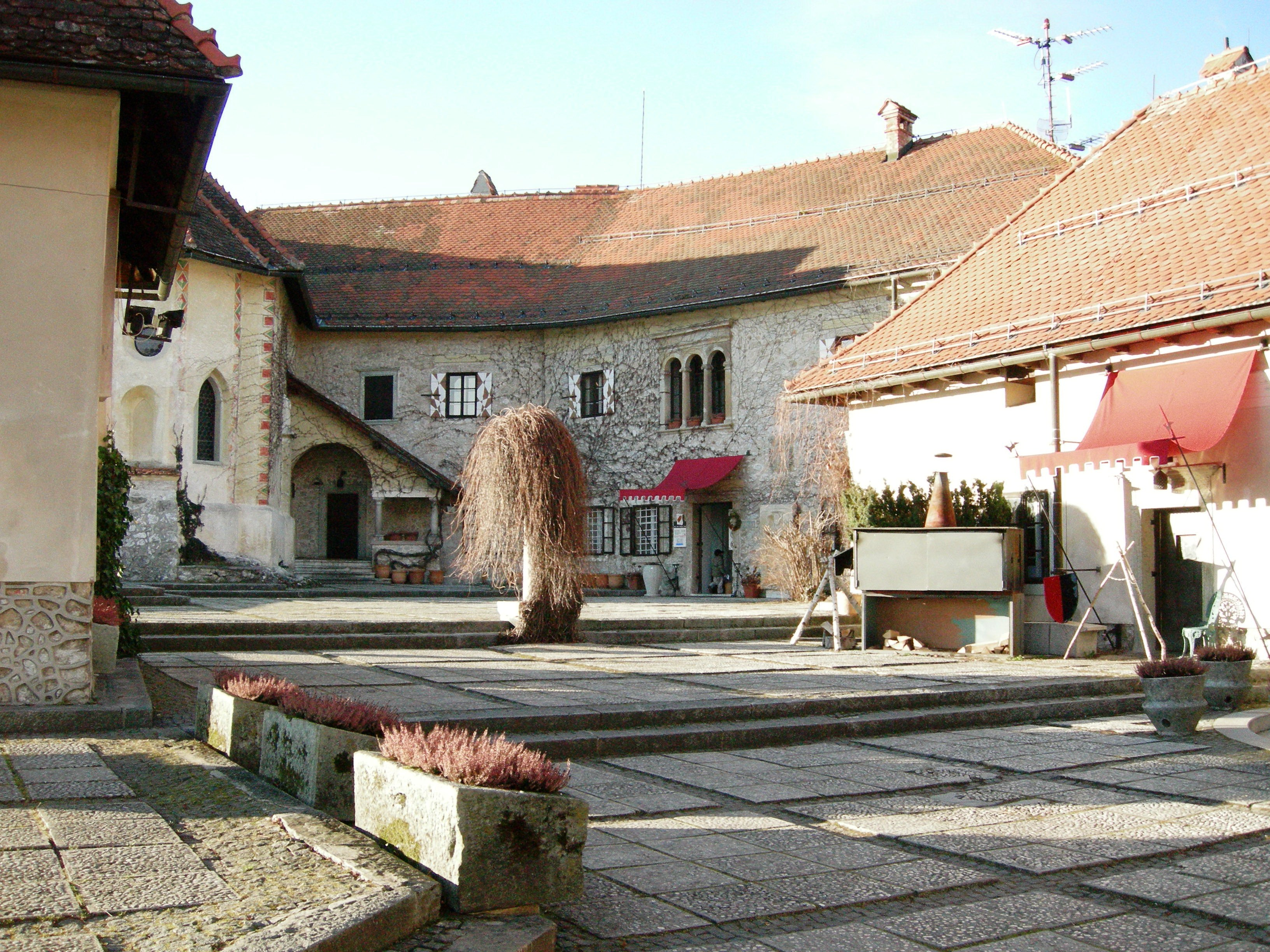
Górny dziedziniec z gotycką kaplicą zamkową
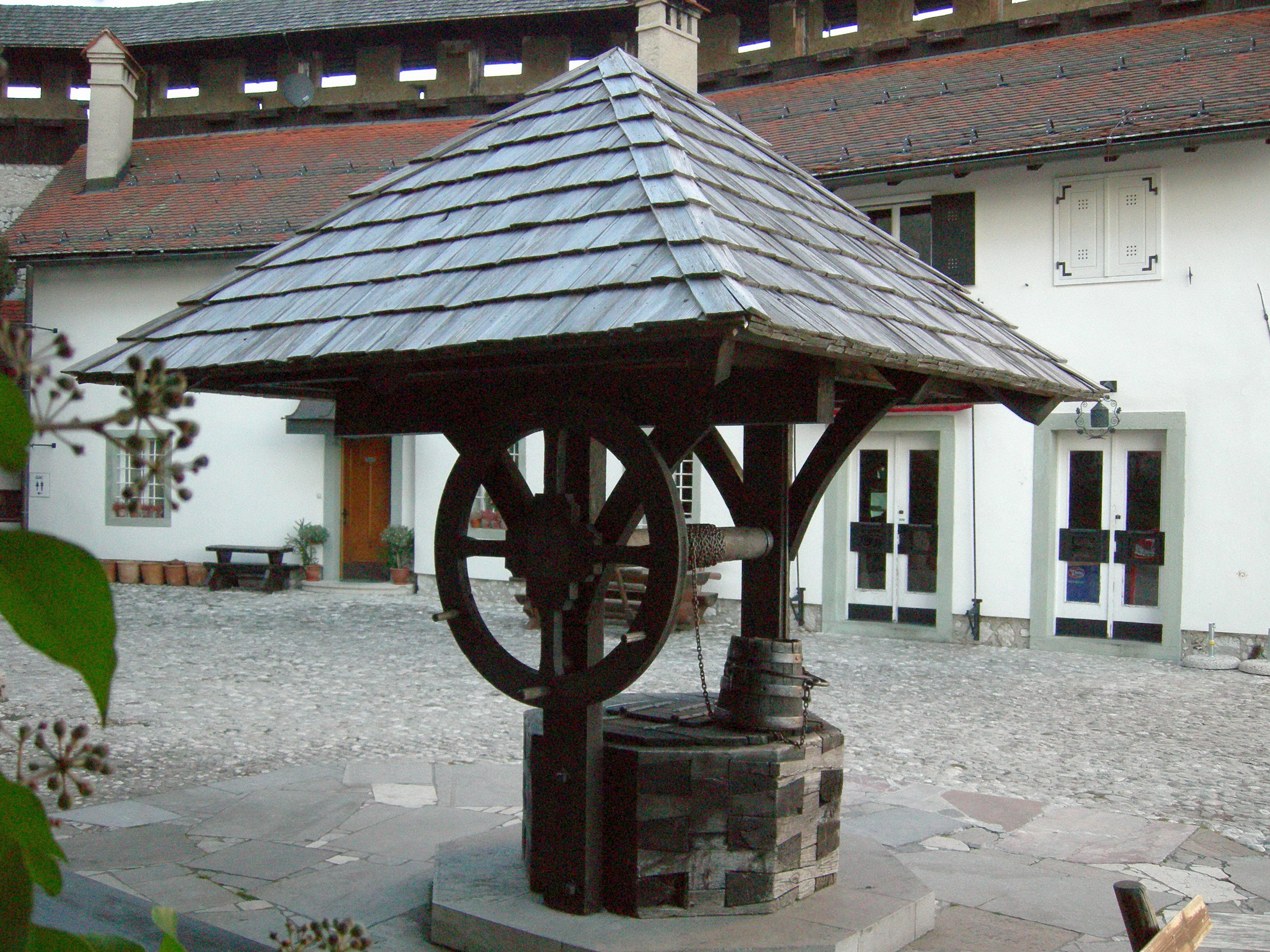
Dolny dziedziniec z budynkami zamkowymi
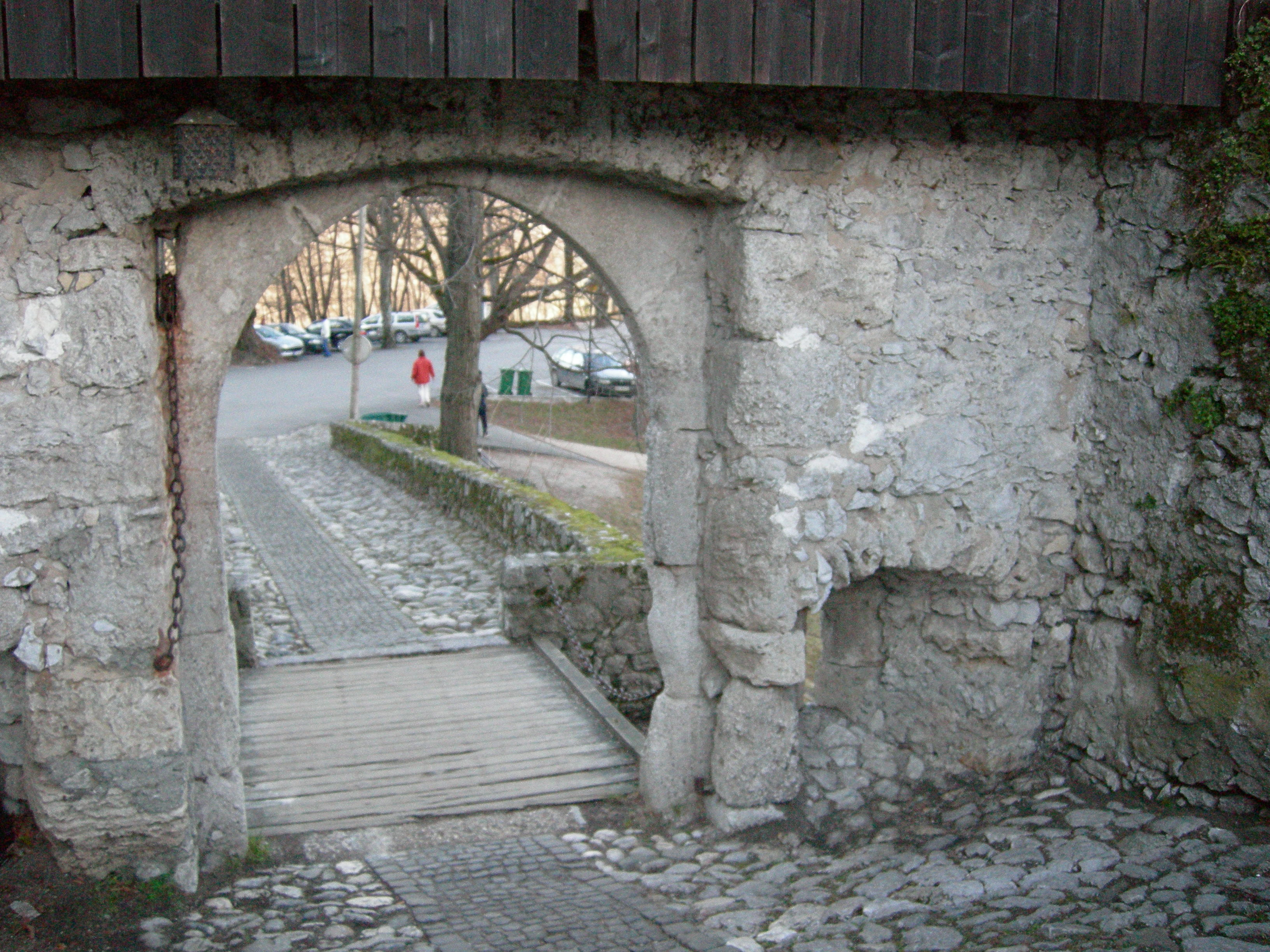
Wejście do zamku
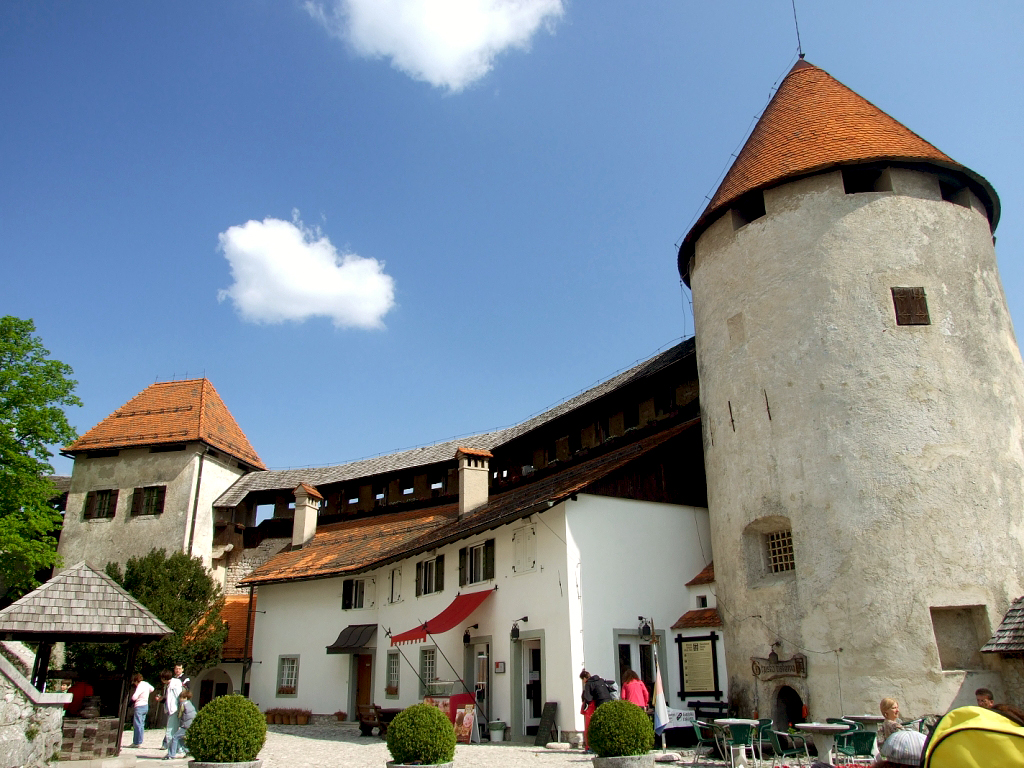
Budynki wokół dolnego dziedzińca
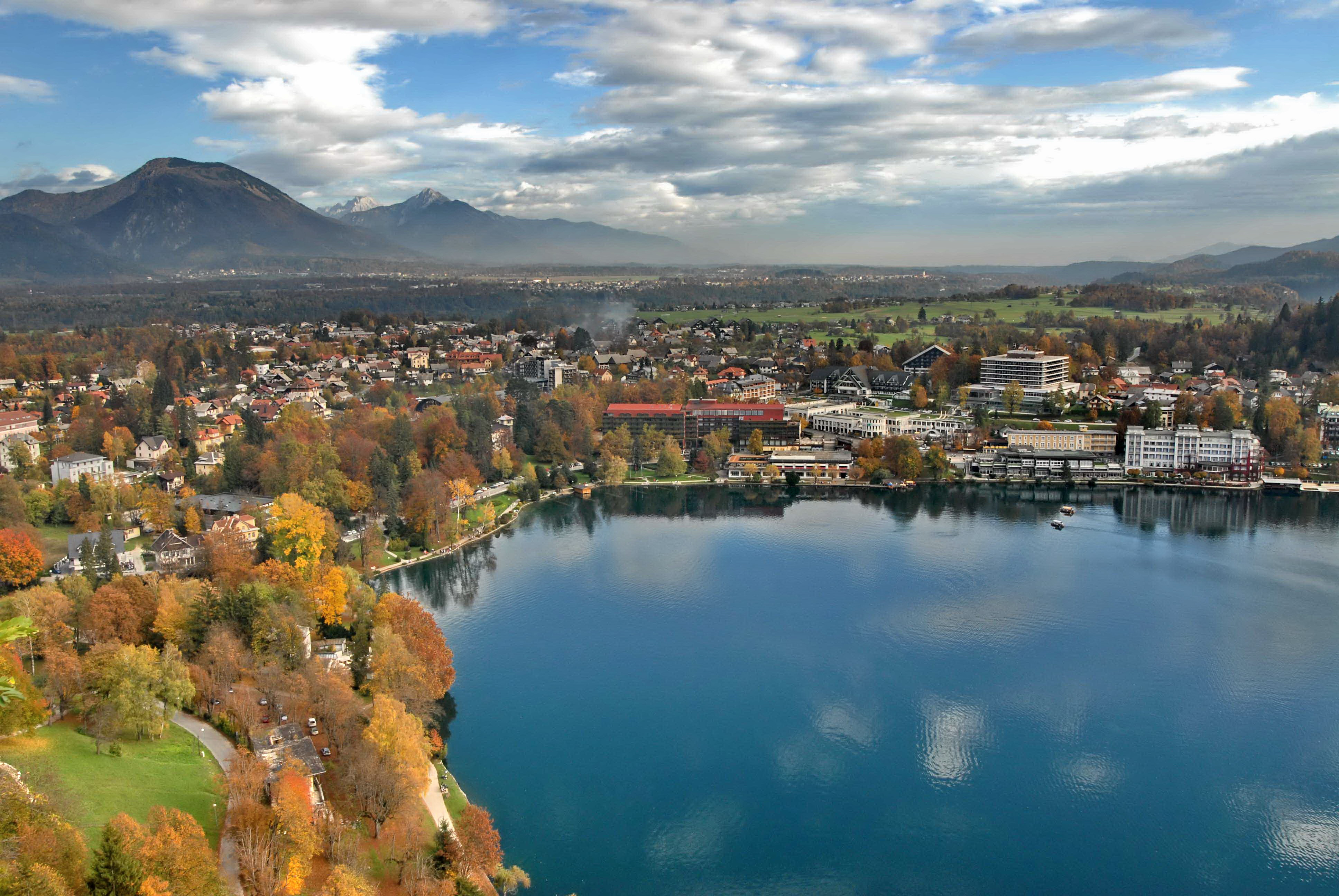
Widok z zamku Bled
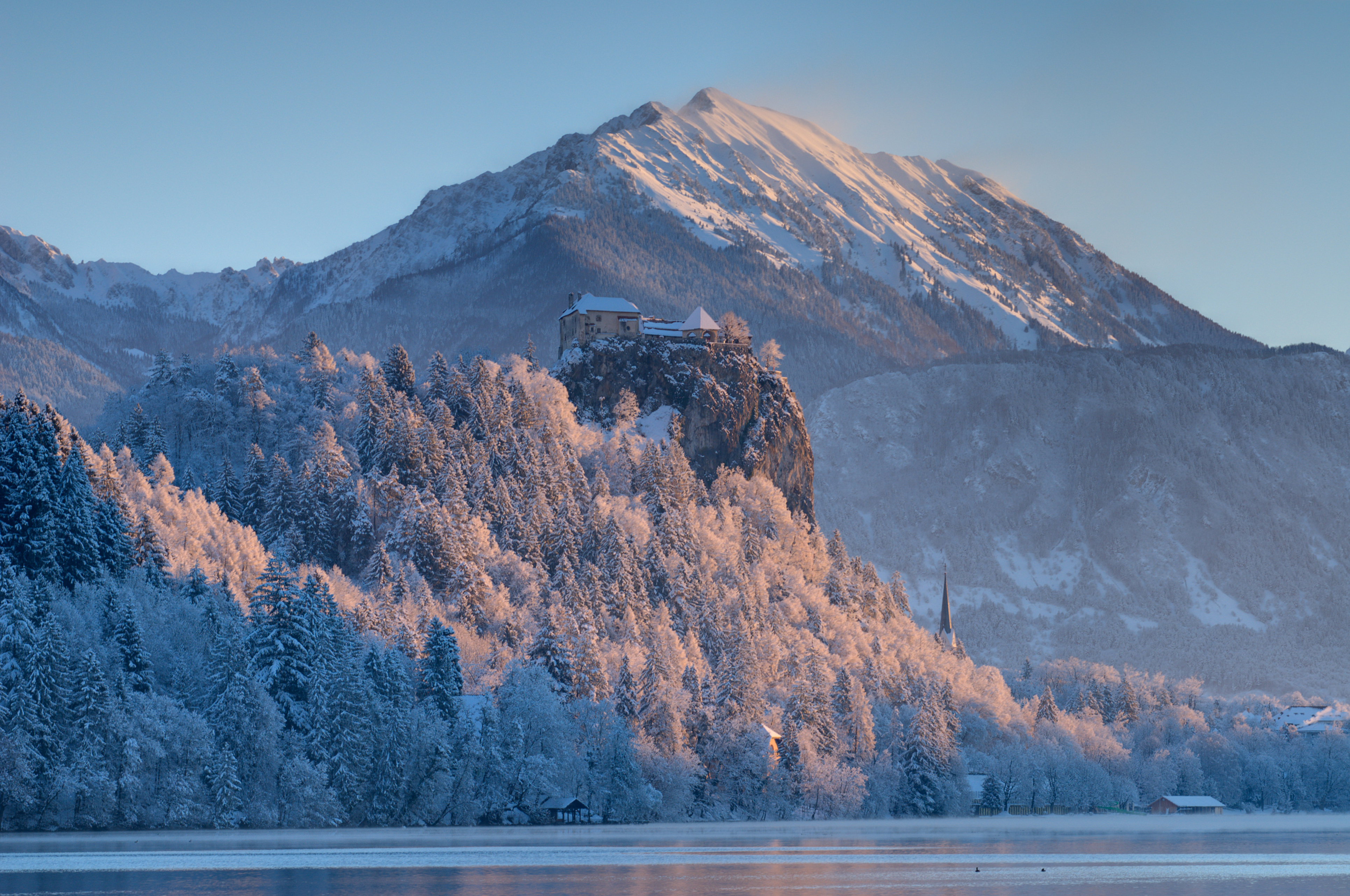
Zamek Bled zimą
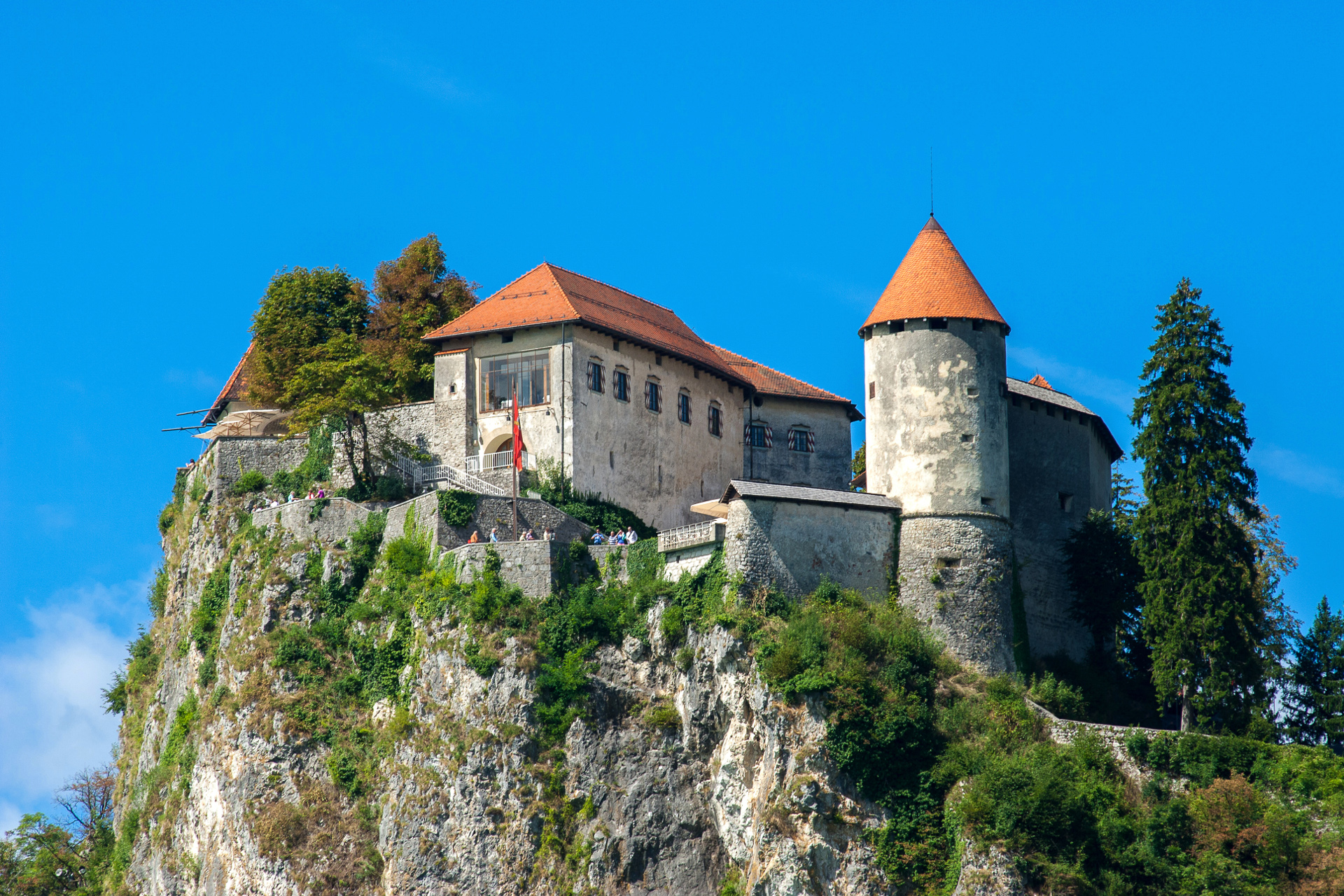
Zamek Bled latem
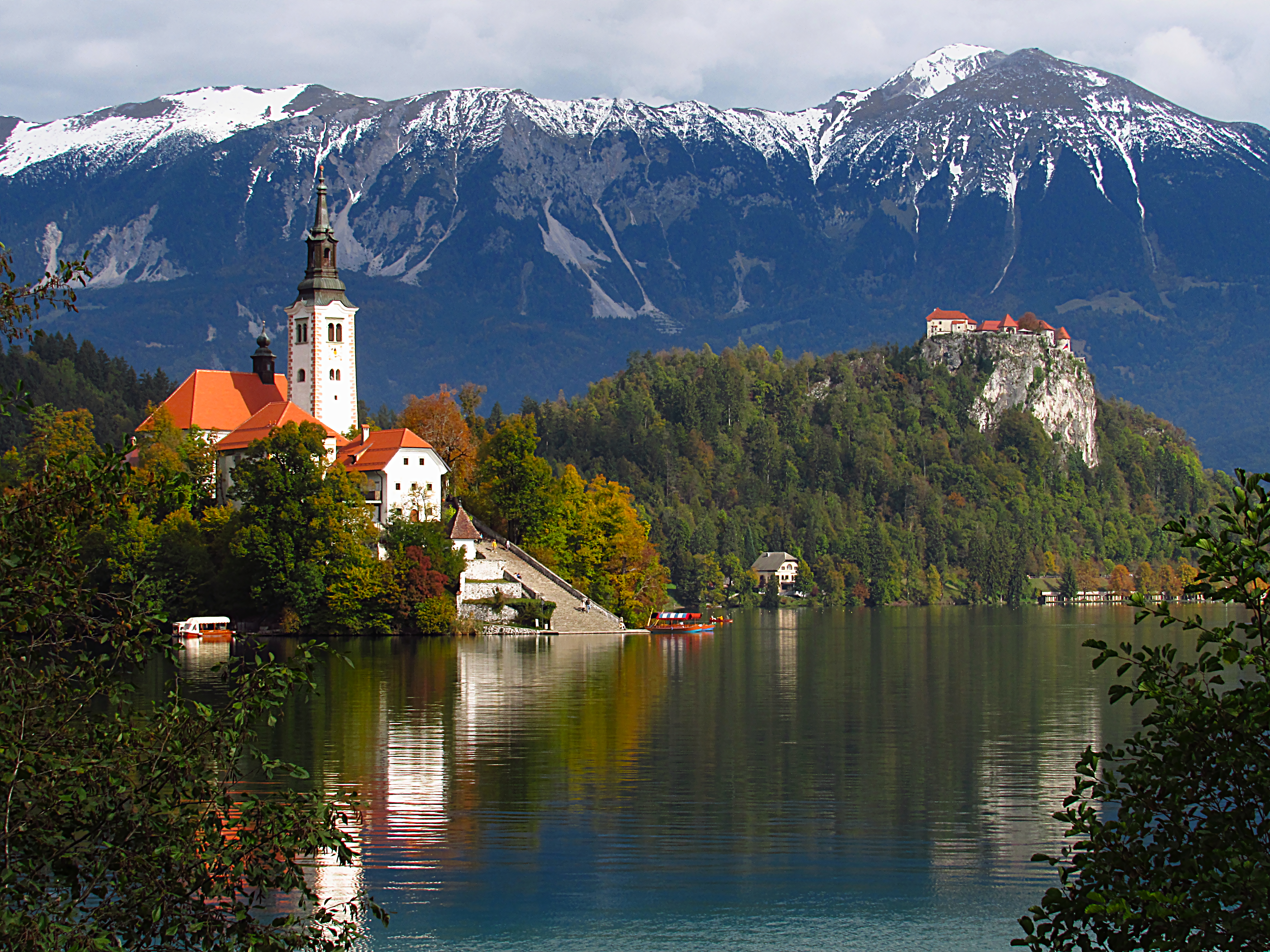
Jezioro Bled. Wyspa i zamek